# 国网四川省电力公司
国网四川省电力公司（英語：State Grid Sichuan Electric Power Corporation）於1994年由四川省人民政府設立，於2002年劃歸國家電網公司旗下。
現時業務在四川經營电网规划、建设、运营和电力供应，管辖县级供电企业152家，其中持有樂山電力股份有限公司、岷江水电、西昌电力和明星電力。公司全口径用工人数10.34万人；供电面积44.66万平方公里，占四川国土面积的91.9%；供电人口7915万人，占四川全省人口的95.8%。
董事長為石玉东。總部位於四川省成都市交子北二路18号（邮编：610041）。

## 历史
1951年2月在重庆成立西南军政委员会工业部电业管理局。1952年11月西南电业管理局改由燃料工业部领导，同时在四川省工业厅下设电业管理局。1955年，西南电业管理局改属电力工业部领导。1956年更名为重庆电业管理局；1957年迁往成都更名为成都电业管理局。1958年初，成都电业管理局改为四川省电业局，由水利电力部垂直领导。
1958年8月四川省电业局下放四川省与省水利厅、省工业厅电管局合并为四川省水利电力厅。1964年，四川省水利电力厅内设电业管理局。
1965年，由于三线建设，下放给四川省的电力生产、基建、修造企业又划归水利电力部，成立水利电力部四川电业管理局、西南电力建设局和西南电力修造总厂。
1965年5月，在成都成立水利电力部西南电力指挥部，在渡口成立了水利电力部电力建设总局渡口电力指挥部。1967年，西南电力指挥部撤销，西南电力修造总厂所属企业划归西南电力建设局。
1970年12月9日，撤消西南电力建设局和四川电业管理局，于1971年1月成立四川省电力局。1978年设重庆、成都、自贡(川南)、渡口4个子网分片调度管理。
1979年改由电力工业部领导，更名为四川省电力工业局。1981年4月，经国务院批准，以国办发[1981]37号文批准成立电力工业部西南电管局，作为电力部的派出机构，对云南、贵州、四川的电力工业，实行统一领导。保留四川省电力工业局的名称，一套机构，两块牌子。1981年5月17日正式成立电力工业部西南电管局，开始办公。1983年7月1日起“四川省电力工业局”名称停止使用，西南电管局设一套机构，挂一块牌子。
1987年3月17日水利电力部以[87]水电劳字第33号文批复了《关于西南电网管理体制进一步改革意见》，明确西南电网实行以省为基础的联合电网管理体制，从1987年4月1日实行“省内统一调度，省内联合调度"的调度管理形式，西南电管局、云南、贵州省电力工业局均由部直接领导。明确西南电管局既是水利电力部的直属企业，又是四川省政府管电办电的职能部门。1987年4月1日四川电网撤销子网，实施统一调度管理。
1988年4月1日起将西南电管局改为四川省电力工业局。受水电部、四川省政府的双重领导。
1997年6月6日，重庆市电力工业局正式挂牌成立，原四川省电力工业局所属的重庆、万县电业局，重庆、白鹤发电厂，狮子滩水力发电总厂，四川电建第一公司，重庆电力职大，重庆电力专科学校，重庆电力高级技校共有职工16794人，划归重庆市电力工业局。
2001年2月22日，撤销四川省电力工业局牌子，保留四川省电力公司。

## 連結
- sc.sgcc.com.cn（页面存档备份，存于）